# Татра (национальный парк)
Национальный парк Татра (англ. Tathra National Park) — национальный парк в штате Западная Австралия, расположенный в 240 км к северу от столицы штата Перта между Энеаббой и Карнама. Площадь парка составляет 43,22 км². Название на языке нунгар означает «красивое место».

## Описание
Парк расположен на песчаной равнине и окружён сельскохозяйственными угодьями. Территории удалось избежать расчистки фермерами, выращивавшими пшеницу в начале XX века. Неглубокие долины с песчаным дном переходят в латерит на склонах и вершинах холмов, и соответственно невысокая пустошь меняет свой состав. Парк считается образцом типичной флоры этого региона, хотя включает в себя некоторые необычные растения, в том числе вид Daviesia, известный своими большими красными цветками, встречающийся только в заповеднике, и Banksia splendida, которая часто встречается на латеритовых возвышенностях. Согласно отчёту 1974 года, общественное использование парка предназначалось в основном для наблюдения за полевыми цветами зимой и весной, то есть парк предполагался как заповедник сохранения флоры и фауны, что, однако, не было исполнено.

## История
Земля для национального парка была выделена Департаментом земель и обследований под заповедники 23 мая 1969 года, а в 1970 и 1971 годах земля была классифицирована как заповедник класса «А», что означает, что её назначение не могло может быть изменено, за исключением Парламентского акта, и был передан Управлению национальных парков Западной Австралии. Официальное название парк получил 8 октября 1971 года.